# Conferência de Évian
A Conferência de Évian foi feita entre 6 e 15 de julho de 1938, e ocorreu em Évian-les-Bains, em França, com o objetivo de discutir a situação dos refugiados judeus e o desafio causado pelo número crescente daqueles que fugiam da perseguição feita pela Alemanha Nazi. Foi convocada por iniciativa do presidente dos Estados Unidos, Franklin D. Roosevelt, que possivelmente esperava que algumas das outras nações que foram convidadas a participar no evento aceitassem mais desses refugiados, entretanto ele evitou declarar esse objetivo diretamente. Era verdade que Roosevelt desejava diminuir a repercussão e as críticas da política americana que limitou severamente a cota de refugiados judeus aceitos nos Estados Unidos.
A conferência contou com a participação de representantes de 32 países, e 24 organizações de trabalho voluntário também participaram como observadoras,  apresentando propostas oralmente ou por escrito. Golda Meir, a embaixadora da região do Mandato Britânico da Palestina, não foi autorizada a falar e nem a participar dos procedimentos, exceto como observadora. Aproximadamente 200 jornalistas internacionais estavam em Évian para fazer cobertura da conferência.
Os judeus desabrigados e sem posses da Áustria e da Alemanha tinham esperança que a conferência internacional levaria a aceitação de mais refugiados e de um refúgio seguro. "Os Estados Unidos sempre foram vistos na Europa como os campeões da liberdade e sob a sua poderosa influência e seguindo o seu exemplo, certamente muitos países iriam dar a oportunidade de escapar da armadilha alemã. O resgate, uma nova vida estava no alcance."
Hitler respondeu às noticias sobre a conferência dizendo que se as nações participantes aceitassem refugiar os judeus, ele ajudaria os judeus a irem embora:
Eu só posso esperar que o outro mundo, que tem profunda simpatia por esses criminosos [os judeus], tenha pelo menos a generosidade de converter essa simpatia em ajuda prática. Nós, da nossa parte, estamos prontos para botar esses criminosos para fora daqui e à disposição desses países, por mim, até em navios de luxo.
A conferência foi um fracasso, as delegações dos 32 países  participantes não tiveram sucesso em organizar um acordo sobre a aceitação dos refugiados judeus que fugiam do Terceiro Reich. A conferência acabou por ser usada como uma ferramenta de propaganda do regime nazista.

## Antecedentes
As Leis de Nuremberg retirou dos judeus alemães, os quais já eram perseguidos pelo regime de Hitler, a sua cidadania alemã. Eles eram classificados como "sujeitos" e se tornaram apátridas no seu próprio país. Em 1938, 450 mil dos 900 mil judeus alemães foram deportados ou fugiram da Alemanha, a maioria para a França e para o Mandato Britânico na Palestina, onde a onda intensa de imigrantes teve como consequência uma revolta árabe na região. Quando Hitler anexou a Áustria em março de 1938, e aplicou as suas leis raciais no local, os 200 mil judeus da Áustria se tornaram apátridas.
A expansão de Hitler foi acompanhada pelo crescimento nos movimentos antissemitas e fascistas na Europa e no Oriente Médio. Governos antissemitas chegaram ao poder na Polônia (a partir de 1935 o governo boicotou a população judaica do próprio país), Hungria e Romênia, onde judeus sempre eram considerados cidadãos de segunda classe. Além disso, o número de judeus tentando sair da Europa já ultrapassava milhões de pessoas, enquanto os judeus eram considerados cidadãos socialmente prejudiciais, teorias acadêmicas populares argumentavam que os judeus prejudicavam a "higiene racial" ou "eugenia" das nações onde habitavam e se engajavam em práticas e comportamentos conspiratórios.
Antes da conferência, os Estados Unidos e a Grã-Bretanha fizeram um acordo decisivo: a Bretanha prometeu não chamar atenção ao fato de que os Estados Unidos não preenchiam as suas cotas imigratórias, e com isso, qualquer menção à Palestina como possível destino para os refugiados judeus seria excluída da agenda. A Bretanha administrou a Palestina sob o regime do Mandato da Palestina.

## Procedimentos
Os delegados da conferência expressaram simpatia pelos judeus perseguidos pelo Nazismo, mas não fizeram qualquer resolução imediata nem expressaram comprometimento, sendo a conferência apenas um começo dos esforços nesse sentido, o que gerou a frustração de alguns comentaristas. Declarando que "a emigração involuntária em de pessoas em larga escala se tornou tão preocupante, que problemas raciais e religiosos se tornaram mais intensos, aumentaram a revolta internacional, e poderiam dificultar seriamente o processo de apaziguamento nas relações internacionais", A Conferência de Evian fundou a Comissão Intergovernamental para Refugiados (ICR na sigla em inglês), que teve o propósito de "abordar os governos dos países de refúgio com o objetivo de desenvolver oportunidades de solução permanente". A ICR recebeu pouca ou nenhuma autoridade ou apoio das nações que a compuseram e acabou resultando em inércia.
Os Estados Unidos não enviaram qualquer representante oficial do governo para a conferência. Em vez disso, enviou um amigo de Roosevelt, o empresário americano Myron C. Taylor, com James G. McDonald sendo o seu conselheiro. Os EUA concordaram que a a cota de imigração de alemães e austríacos de 30 mil pessoas por ano seria feita exclusivamente para os refugiados judeus. Entre 1938 e 1940, o país excedeu essa cota em 10 mil pessoas. Durante o mesmo período, a Bretanha aceitou a mesma quantidade de judeus alemães. A Austrália concordou em aceitar 15 mil em três anos, com a África do Sul aceitando apenas aqueles que já possuíam parentes próximos residindo no país; O Canadá se recusou a fazer qualquer comprometimento e só aceitos apenas alguns dos refugiados durante esse período. O delegado australiano, T. W. White, declarou: "que nós não temos um problema racial real, e não desejamos importar um". O delegado francês disse que a França havia 'chegado a um ponto extremo de saturação com a admissão de refugiados", um sentimento expressado pela maioria dos outros representantes.
Os únicos países que tiveram vontade de aceitar uma grande quantidade judeus foram a República Dominicana, que se ofereceu para aceitar mais de 100 mil refugiados com termos generosos, e mais tarde a Costa Rica. Em 1940, um acordo foi assinado e Rafael Trujillo doou 26 mil acres (110 km²) de suas propriedades perto da cidade de Sosúa como refúgio. Os primeiros refugiados chegaram em maio de 1940: apenas cerca de 800 deles foram a Sosúa, e a maioria mais tarde se mudou para os Estados Unidos. O Museu Virtual de Sosúa é atualmente um memorial sobre os refugiados no país.

## Consequências
O resultado do fracasso da conferência foi tão catastrófico que muitos dos judeus não conseguiram escapar e acabaram sendo submentidos ao que foi conhecido como a "Solução Final" de Hitler. Dois meses depois de Evian, em setembro de 1938, a Inglaterra e a França deram Hitler o direito de ocupar a Região dos Sudetas na Checoslováquia, o que fez mais 120 mil judeus virarem apátridas. Em novembro de 1938, na Noite dos Cristais, um grande massacre feito na região do Terceiro Reich, foi feita a destruição de mais de mil sinagogas, matanças e a prisão arbitrária de dezenas de milhares de judeus. Em março de  1939, Hitler ocupou o que restou da Checoslováquia, o que acrescentou mais 180 mil judeus, enquanto que em maio de 1939 a Inglaterra publicou o Livro Branco, que barrava os judeus de entrar na Palestina ou de comprar terras lá. Após a sua ocupação da Polônia no final de 1939 e a invasão da União Soviética em 1941, os alemães realizaram um programa de matança sistemática de todos os judeus na Europa. Nesse processo, os nazistas tinham assistência local em pelo menos alguns casos. Jacques Sémelin argumentou que a ajuda local foi sempre necessária para identificar e organizar a remoção dos judeus.